# Sibylle Penkert
Sibylle Penkert (* 8. Oktober 1935 in Hindenburg, Oberschlesien; † 14. November 2023 in Berlin) war eine deutsche Literaturhistorikerin.

## Leben
Nach dem Abitur in Helmstedt im Jahr 1955 absolvierte Sibylle Penkert eine Ausbildung als Übersetzerin und Dolmetscherin am ADI (jetzt FTSK der Universität Mainz), Abschluss Cambridge Certificate of Proficiency. Ab 1957 studierte sie Germanistik und Geschichte an der Universität Göttingen bei Albrecht Schöne und Percy Ernst Schramm. Sie war verantwortliche Feuilleton-Redakteurin der Studentenzeitung Prisma, als 1959 das Gedicht Missa Profana von Reinhard Döhl dort in ihrer Abwesenheit veröffentlicht und anschließend Gegenstand eines Prozesses wurde, der zu einem Grundsatzurteil zur Freiheit der Kunst (BGH 1962) führte. Sie promovierte 1967 als Stipendiatin der Friedrich-Ebert-Stiftung über den Kunsthistoriker und anarchistischen Schriftsteller Carl Einstein.
Im Mai 1958 lernte Sibylle Penkert bei einem auf Basis eines Stipendiums des Historischen Kolloquiums Göttingen realisierten Parisaufenthalt (Sciences Po) die Sängerin Barbara kennen und vermittelte im November 1963 den Kontakt zum Jungen Theater Göttingen, wo Barbara im Rahmen ihres Auftrittes der Stadt im Juli 1964 das Lied Göttingen widmete.
1967 bis 1976 arbeitete sie als Assistentin von Peter Michelsen an der Universität Heidelberg (DFG-Habilitations-Stipendium von 1971 bis 1973) und wurde dann für ein Jahr als Associate Professor an die Ohio State University berufen. Nach Tätigkeiten an der Herzog August Bibliothek in Wolfenbüttel und am Hermann-Hesse-Archiv Bern ging sie an die Universität Witten/Herdecke als Forschungsassistentin des Rektors (nach der Gründung 1982–1985). Danach war sie bei der Deutschen Welle (Köln) als Medienwissenschaftlerin und Journalistin für internationale Filmfestivals tätig und bearbeitete das Helge-Pross-Archiv der Gesamthochschule Siegen. 1993 bis 1994 lehrte sie an der Staatlichen Russischen Humanistischen Universität (RGGU) in Moskau als Professorin für Barockdichtung und 1994 bis 1997 als Gastdozentin an der Nikolaus-Kopernikus-Universität Toruń (Polen). 1997 bis 1998 wechselte sie als Dozentin zur Universität/Gesamthochschule Essen, war 1998 bis 1999 als Gastprofessorin an der New York University und schließlich für die Jahre 2000 bis 2009 als Gastprofessorin des Johann-Gottfried-Herder-Programms an der Staatlichen Burjatischen Universität in Ulan-Ude (RUS). 2001 wurde ihr vom Landesparlament Nordrhein-Westfalen die Professur h. c. für Osteuropa/Zentralasien verliehen. Sie veröffentlichte vier Bücher und zahlreiche Aufsätze zum 17., 18. und 20. Jahrhundert. Ihre Schwerpunkte waren Vergleichende Literatur- und Kunstgeschichte sowie jüdisch-politische Geschichte des 20. Jahrhunderts seit 1963.

## Veröffentlichungen
Eigene Beiträge
- Carl Einstein. Beiträge zu einer Monographie (= Palaestra. 255). Vandenhoeck & Ruprecht, Göttingen 1969. MDZ München
- Carl Einstein. Existenz und Ästhetik. Einführung mit einem Anhang unveröffentlichter Nachlaßtexte. (= Verschollene und Vergessene der Akademie der Wissenschaften und der Literatur, Mainz). Steiner Verlag, Wiesbaden 1970. Abb.
- Grimmelshausens Titelkupfer-Fiktionen. Zur Rolle der Emblematik-Rezeption in der Geschichte poetischer Subjektivität (= Herzog-August-Bibliothek, Wolfenbüttel, Vortrag 1973), Abb. In: Internationaler Arbeitskreis für deutsche Barockliteratur I, 2. Auflage. Verlag Hauswedell, Hamburg 1976, ISBN 3-7762-0138-X, S. 52–75.
- Dreihundert Jahre danach. Unbekannte Grimmelshausen Handschriften. In: Jahrbuch der deutschen Schillergesellschaft. Bd. 17, Marbach 1973, Abb., ISBN 3-520-87301-X, S. 3–20.
- Der literarische Dokumentarfilm als wissenschaftliches Medium. (mit Beispiel Sibylle Penkert/Johannes Wilms Film 1977: Grimmelshausen – Chronist schrecklicher Zeit, Hessischer Rundfunk, 45 Minuten), In: Wolfgang Bachofer (Hrsg.): Textsorten und literarische Gattungen. Erich Schmidt Verlag, Berlin 1983, ISBN 3-503-01639-2, S. 723–735.
- Literarischer Typus und filmische Repräsentation als anthropologische Alternative. In: Karl Pestalozzi (Hrsg.): Vier deutsche Literaturen? Literatur seit 1945 – nur die alten Modelle?. Bd. 10, Niemeyer Verlag, Tübingen 1986, ISBN 3-484-10534-8, S. 309–315.
- Neuzeitliches Weltbild und deutsche Barockliteratur. In: Germanistik und Deutschunterricht im Zeitalter der Technologie. Bd. 1: Wissenschaftsgeschichte. Niemeyer Verlag, Tübingen 1988, ISBN 3-484-10592-5, S. 43–57.
- Biographisches aus dem Nachlaß Helge Pross (Franz Neumann). In: Sabine Hering (Hrsg.): Helge Pross. Biographisches aus dem Nachlaß. 1. Auflage. Siegen 1996, S. 23 f, S. 29–32 und passim.
- Vom Afrokubismus zum Mythendiskurs „informe“. Zu Carl Einsteins „Negerplastik“. In: Carola Hilmes, Dietrich Mathy (Hrsg.): Protomoderne. Aisthesis Verlag, Bielefeld 1996, Abb., ISBN 3-89528-179-4, S. 127–142.
- „Heimatliteratur“ oder Trauerarbeit? Zu Horst Bieneks Gleiwitzer Tetralogie. In: Karol Sauerland (Hrsg.): Kulturtransfer. Polen – Deutschland. Wechselbeziehungen in Sprache, Kultur und Gesellschaft. Bd. 1, Verlag Kulturstiftung der deutschen Vertriebenen, Bonn 1999, ISBN 3-88557-193-5, S. 151–157.
- Carl Einstein: Multiperspektivismus und Globalismus. In: Renate Hansen-Kokoruš, Beate Henn-Memmesheimer, Gislinde Seybert (Hrsg.): Sprachbilder und kulturelle Kontexte. Eine deutsch-russische Fachtagung. (= Mannheimer Studien zur Literatur- und Kulturwissenschaft. Bd. 50). Röhrig Universitätsverlag, St. Ingbert 2012, ISBN 978-3-86110-509-1, S. 51–60.
- CANDIDE: TRENCK „redivivus“ – Ein Politicum! Eine Glosse in eigener Sache. In: Komparatistik. Jahrbuch der Deutschen Gesellschaft für Allgemeine und Vergleichende Literaturwissenschaft (DGAVL/2018). Aisthesis Verlag, Bielefeld 2019, Abb., ISBN 978-3-8498-1386-4, S. 209–215.

Herausgeberschaft
- Emblem und Emblematikrezeption: Vergleichende Studien zur Wirkungsgeschichte vom 16. bis 20. Jahrhundert. Nachdruck eigener Beiträge. Wissenschaftliche Buchgesellschaft, Darmstadt 1978, Abb., ISBN 3-534-05396-6.
- mit Jens Ebert: Brigitte Penkert. Briefe einer Rotkreuzschwester von der Ostfront. Wallstein Verlag, Göttingen 2006, Abb., ISBN 3-89244-988-0.
- mit Sigrid Bauschinger: Kulturtransfer und Geschlechterforschung. Transcultural and Gender Studies. Peter Lang Verlag, Frankfurt am Main 2002 bis 2013. (10 Bände)